# Theo Cremers
Theo Cremers (Sittard, 10 mei 1934) is een Nederlands voormalig  voetballer en voetbaltrainer.

## Loopbaan

### Als speler
Cremers had een kortstondige keeperscarrière in het betaald voetbal bij RKSV Sittardia en bij Tweede Klassers SVM en OVCS. Vanwege slechte knieën moest hij op zijn 28e jaar stoppen als actief voetballer.

### Als trainer
Vervolgens behaalde hij Duitse en Nederlandse trainersdiploma's en werd trainer bij RKVCL uit Limmel.
In 1967 vertrok hij naar het westen van het land en werd trainer van HVV, Blauw Zwart uit Wassenaar, RKAVV (1971-1976) en CVV De Jodan Boys (1969-1973). Onder leiding van Cremers promoveerde Jodan Boys in vier jaar van de Vierde Klasse naar de Eerste Klasse.
In 1980 trainde hij enkele weken SV Estrella op Aruba. In 1981 keerde hij voor een jaar terug als trainer van de Arubaanse Voetbalbond waarvoor hij trainingen ging geven bij clubs alsook het Arubaans voetbalelftal ging coachen. Van 1984-1988 was hij als coach werkzaam in Costa Rica, in 1985-1986 als trainer van Liga Deportiva Alajuelense. In 1988 keerde hij in Nederland terug. In 1989 werd hij trainer van SC Woerden, waar onder zijn leiding in 1992 de Districtsbeker werd veroverd. Van 1996-1998 was hij trainer van VV Emst.